# テレーゼ・ジャンセン・バルトロッツィ
テレーゼ・ジャンセン・バルトロッツィ（Therese Jansen Bartolozzi, 1770年頃 - 1843年）は、18世紀末期にロンドンで活躍したピアニスト。 数々の有名な作曲家からピアノの作品が献呈された。

## 生涯
1770年頃、テレーゼ・ジャンセンはドイツのアーヘン（当時は帝国自由都市）で生まれたと考えられている 。父はダンスの教師として成功しており、後に家族とともにロンドンに移住した 。ジャンセン家は裕福な客にダンスを教えることを家業としていた。ダンス教師の仕事は大きな成功を収め、しばらくテレーゼとその弟ルイス・ジャンセン（1774年 - 1840年）によって引き継がれた 。
テレーゼとルイは当時有名なピアニスト、ムツィオ・クレメンティにピアノを教わった 。テレーゼは特に優秀な弟子であった。青年期には傑出したピアニストとなり、1791年までには高い評価を得ていた。ヨハン・ペーター・ザーロモンは彼女とその家族に、ヨーゼフ・ハイドンがロンドンで開いた有名なコンサートの初演の無料チケットを与えた。
まもなく、テレーゼはクレメンティ、ハイドン、ヤン・ラディスラフ・ドゥシークらから作品を献呈された（下記参照）。当時の百科事典作家は、クレメンティの三大弟子の一人として彼女の名をジョン・フィールドやヨハン・バプティスト・クラーマーと共に挙げている。
テレーゼ・ジャンセンは1795年5月16日にガエターノ・バルトロッツィ（1757年 - 1821年）と結婚した。ガエターノは、著名な画家・銅版技術者であるフランチェスコ・バルトロッツィの子である。結婚式の立ち合い人のひとりにはガエターノの友人であったハイドンがあった。彼はもともと絵画の販売業者で、他の事業にまで販売を広げており、ヴェネツィアにまで仕事へ行くこともしばしばあった。ガエターノは仕事で成功し、ヴェネツィアから約50マイルの場所に屋敷を購入した。テレーゼのように彼も音楽の才能を持ち、優れたヴァイオリニスト、ヴィオリストであった。
二度の流産の後、テレーゼは娘、エリザベッタ・ルチアを産む。彼女は結婚後の名であるルシア・エリザベス・ヴェストリスとして有名な女優、劇場支配人である。テレーゼとガエターノは二人目の娘、ジョセフィンも産んでいる。
1798年、バルトロッツィはクリスティーズで絵画の在庫を売って商売を終え、家族でヨーロッパ大陸へと発った。始めにパリへ渡り、その後のウィーンではおそらくハイドンと旧交をあたためた（彼らは1800年にハイドン自身が出版した天地創造の初版の購入予約者だった）と交流した。そしてヴェネツィアに到着した頃、バルトロッツィたちは財産がフランス革命の軍隊に奪われたことを知った。
家計をやり直す必要性から彼らはロンドンに戻り、ガエターノは絵画のレッスンを始めた。彼は1821年にロンドンで死亡した。テレーゼは2人の娘と自身の生活をピアノのレッスンの収入で支えることになった。
テレーゼ・ジャンセン・バルトロッツィは1843年、ロンドンで死亡した。

## テレーゼ・ジャンセンに献呈された作品
- ムツィオ・クレメンティ: 3つのピアノソナタ Op. 33 (1794年) [12]
- ヤン・ラディスラフ・ドゥシーク:  
  - ヴァイオリンとピアノのための3つのソナタ Op. 13 (1793年)
  - ピアノソナタ Op. 43 (1800年)
- フランツ・ヨーゼフ・ハイドン:  
  - ピアノ三重奏 Hob. XV: 27–9
  - 3つのピアノソナタ ピアノソナタ第50番、第51番、第52番
- ルイス・ジャンセン: ピアノソナタ Op. 6 (1802年[11])

## 注記
1. ↑  New Grove, cited below
2. 1 2 3 4 5 6 7 8 9  New Grove
3. 1 2  Strunk (1934, 194)
4. ↑  This is known from the diary of Charlotte Papendieck; see Robbins Landon (1976, 52)
5. 1 2  Strunk (1934)
6. ↑  Strunk (1934, 196)
7. ↑  Robbins Landon (1976, 441)
8. ↑  Strunk (1934, 197)
9. ↑  Bryan, Michael (1886). Robert Edmund Graves. ed. Dictionary of Painters and Engravers, Biographical and Critical (Volume I: A-K). York St. #4, Covent Garden, London; Original from Fogg Library, Digitized May 18, 2007: George Bell and Sons. pp. 90
10. ↑  de Val (2009)
11. 1 2  New Grove.  A death notice in the Gentleman's Magazine (1843, 175: 216) gives the location of her death as Pimlico (a district of London) and the date as 29 June.
12. ↑  Robbins Landon (1976, 417)